# Perinthalmanna
Perinthalmanna  es una ciudad y  municipio situada en el distrito de Malappuram en el estado de Kerala (India). Su población es de 49723 habitantes (2011). Se encuentra a 19 km de Malappuram y a 64 km de Kozhikode

## Demografía
Según el censo de 2011 la población de Manjeri era de 49723 habitantes, de los cuales 23542 eran hombres y 26181 eran mujeres. Manjeri tiene una tasa media de alfabetización del 95,28%, superior a la media estatal del 94%. la alfabetización masculina es del 96,46%, y la alfabetización femenina del 94,23%.